# Hemmelrather Hof

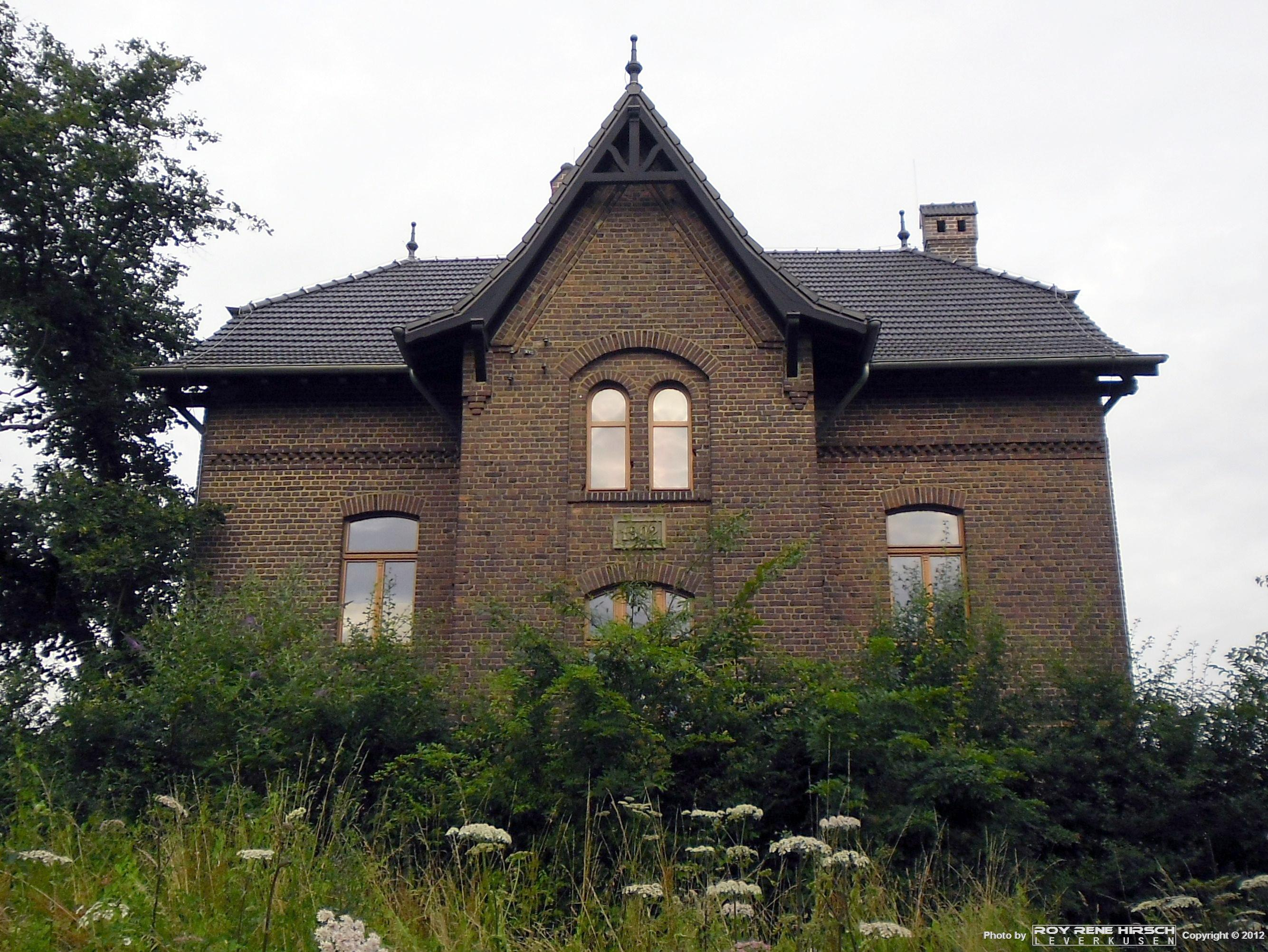
Der Hemmelrather Hof 2015

Der Hemmelrather Hof ist eine vierseitige geschlossene Hofanlage im Leverkusener Stadtteil Manfort. Sie besteht aus einem in Backstein gebauten Wohnhaus mit Krüppelwalmdach und einem  Haupteingang mit Mittelrisalit. Angegliedert sind Zwischenbauten, Wirtschaftsflügel, Stallungen und eine Fachwerkremise. Die Anlage wurde 1997 unter Nr. 285 als Denkmal in die Liste der Baudenkmäler in Leverkusen eingetragen. 
Der Hemmelrather Hof ist der einzige Hof, dessen Gebäude noch erhalten geblieben sind. Erstmals wurde er 1050 als landwirtschaftlicher Betrieb in Manfort erwähnt. Seit 1235 war er im Besitz des Klosters Gräfrath. Das heutige Wohngebäude stammt von 1902, die Stallungen sind von 1829.